# 元谋尾稃草
元谋尾稃草（学名：Urochloa longifolia var. yuanmiuensis）为禾本科尾稃草属下的一个变种。